# Мосс, Джефф (крикетист)
Джеффри Кеннет Мосс (англ. Jeffrey Kenneth Moss; род. 29 июня 1947, Мельбурн, Виктория) — австралийский крикетист.

## Биография

### Ранние годы
Родился 29 июня 1947 года в Мельбурне, штат Виктория, Австралия.

### Игровая карьера
На профессиональном уровне дебютировал в крикете в сезоне 1976/77, присоединившись к команде «Виктория», в составе которой выступал на протяжении семи лет.
Свой единственный международный тестовый матч Мосс провёл 24 марта 1979 года, когда он был выбран для участия в последней международной игре серии 1978/79 годов против сборной Пакистана.
В 1983 году Мосс объявил об уходе из профессионального крикета.